# Phyllachora rhamni
Phyllachora rhamni är en svampart som beskrevs av T.S. Ramakr. 1951. Phyllachora rhamni ingår i släktet Phyllachora och familjen Phyllachoraceae.   Inga underarter finns listade i Catalogue of Life.